# Grovetown (Nowej Zelandii)
Grovetown – miasto w Nowej Zelandii, na Wyspie Południowej, w regionie Marlborough.